# Chó săn lội nước Cantabria
Chó săn lội nước Cantabria (tiếng Anh: Cantabrian Water Dog, tiếng Tây Ban Nha: perro de agua cantábrico) là một giống chó bản địa được phát triển ở bờ biển Cantabria, miền bắc Tây Ban Nha, đóng vai trò như một trợ lý, phụ việc cho ngư dân. Loài này đã được phân loại và công nhận bởi Ủy ban giống của Bộ Môi trường Tây Ban Nha vào ngày 22 tháng 3 năm 2011.

## Lịch sử của giống
Chó săn lội nước Cantabrian là một quần thể có tổ tiên ở phía bắc bán đảo Iberia, có nguồn gốc dường như chung với Chó Barbet. Loài chó này có tính cách hòa nhập, với văn hóa và lịch sử bắt nguồn từ các thị trấn và làng mạc của toàn bộ bờ biển Cantabria và phía đông Asturias. Công việc của giống chó này có liên quan đến nghề cá: thu thập các con cá rơi xuống nước, quan sát các con tàu khi chúng neo đậu tại cảng, lấy dây giữa tàu và bến tàu, hoặc hoạt động như một nhân viên cứu hộ.

## Đặc điểm
Số lượng chó săn lội nước Cantabria cho thấy một sự phân biệt hình thái và di truyền rõ ràng cho phép phân biệt đối xử với các quần thể chó khác trong cùng một nhóm với sự phân bố địa lý gần gũi. Các nghiên cứu di truyền đặt nó tương đồng với các giống Chó săn lội nước Tây Ban Nha như Chó Barbet hoặc Chó Caniche.